# Olli Renkonen
Karl-Olof (Olli) Renkonen (till 1940 Streng), född 25 januari 1905 i Helsingfors, död där 27 maj 1986, var en finländsk läkare. Han var son till Oswald Renkonen. 
Renkonen blev filosofie magister 1927 samt medicine och kirurgie doktor 1935. Under andra världskriget tjänstgjorde han med framgång som chef för finländska försvarsmaktens bakteriologiska laboratorium och blodtjänst. Han var 1942–71 sin fars efterträdare som professor i serologi och bakteriologi vid Helsingfors universitet och fick en rad framstående lärjungar.